# Britt Sandquist-Bolin
Britt Sandquist-Bolin, född Sandquist den 25 februari 1934 i Stockholm, död den 22 oktober 2015 i Göteborg, var en svensk matskribent, författare till ett tjugotal kokböcker.

## Utbildning
År 1939 flyttade hon till moderns hemstad Göteborg, där hon studerade vid Göteborgs Nya Elementarläroverk för flickor och fick 1951 normalskolekompetens. Därefter följde studier vid  Apelryds lanthushållsskola i Båstad och vid Praktiska Hushållsskolan i Göteborg, en vistelse som praktikant i USA år 1953, en kallskänkekurs vid Göteborgs stads yrkesskolors husliga avdelning och slutligen tre år vid Hushållsseminariet i Göteborg.

## Yrkesliv
Efter hushållslärarexamen 1958 fick Britt Sandquist-Bolin anställning vid en yrkesskola i Borås, där hon undervisade i två år. Därefter flyttade hon till Stockholm och arbetade där i Kooperativa Förbundets och ICA:s provkök. År 1967 startade hon ett eget företag, Modernt Provkök AB. Två år senare påbörjade hon arbetet med sin första kokbok, Hej mat, som publicerades 1972. Den har sålts i mer än 300 000 exemplar. Sedan dess har hon författat över tjugo kokböcker.
Sandquist Bolin är gravsatt i minneslunden på Västra kyrkogården i Göteborg.

## Verk i urval
- Hej mat (1972)
- Den nya maten (1977)
- Den nya fisken (1979)
- Grön fest (1981)
- Bra mat (1986)